# Ricardo Esgaio
Ricardo de Sousa Esgaio (Nazaré, Portugal, 16 de mayo de 1993) es un futbolista portugués que juega de centrocampista en el Sporting C. P. de la Primeira Liga de Portugal.

## Selección nacional
Ha sido internacional con las categorías inferiores de Portugal.

### Participaciones en Copas del Mundo
| Mundial                               | Sede    | Resultado        |
| ------------------------------------- | ------- | ---------------- |
| Copa Mundial de Fútbol Sub-20 de 2013 | Turquía | Octavos de final |

## Estadísticas

### Clubes
Actualizado al último partido disputado el 29 de octubre de 2024.
| Club                          | Div.          | Temporada     | Liga  | Liga  | Copas nacionales | Copas nacionales | Copas internacionales | Copas internacionales | Total | Total |
| Club                          | Div.          | Temporada     | Part. | Goles | Part.            | Goles            | Part.                 | Goles                 | Part. | Goles |
| ----------------------------- | ------------- | ------------- | ----- | ----- | ---------------- | ---------------- | --------------------- | --------------------- | ----- | ----- |
| Sporting C. P. "B" Portugal   | 2.ª           | 2012-13       | 27    | 17    | —                | —                | —                     | —                     | 27    | 17    |
| Sporting C. P. "B" Portugal   | 2.ª           | 2013-14       | 39    | 16    | —                | —                | —                     | —                     | 39    | 16    |
| Sporting C. P. "B" Portugal   | 2.ª           | 2014-15       | 8     | 0     | —                | —                | —                     | —                     | 8     | 0     |
| Sporting C. P. Portugal       | 1.ª           | 2012-13       | 3     | 0     | 2                | 0                | 1                     | 0                     | 6     | 0     |
| Sporting C. P. Portugal       | 1.ª           | 2013-14       | 0     | 0     | 1                | 0                | —                     | —                     | 1     | 0     |
| Sporting C. P. Portugal       | 1.ª           | 2014-15       | 3     | 0     | 6                | 0                | 1                     | 0                     | 10    | 0     |
| Académica de Coimbra Portugal | 1.ª           | 2014-15       | 15    | 0     | 1                | 0                | —                     | —                     | 16    | 0     |
| Académica de Coimbra Portugal | Total club    | Total club    | 15    | 1     | 0                | 0                | 0                     | 0                     | 15    | 1     |
| Sporting C. P. "B" Portugal   | 2.ª           | 2015-16       | 2     | 0     | —                | —                | —                     | —                     | 2     | 0     |
| Sporting C. P. "B" Portugal   | 2.ª           | 2016-17       | 11    | 1     | —                | —                | —                     | —                     | 11    | 1     |
| Sporting C. P. "B" Portugal   | Total club    | Total club    | 87    | 34    | 0                | 0                | 0                     | 0                     | 87    | 34    |
| Sporting C. P. Portugal       | 1.ª           | 2015-16       | 8     | 0     | 2                | 0                | 3                     | 0                     | 13    | 0     |
| Sporting C. P. Portugal       | 1.ª           | 2016-17       | 8     | 0     | 5                | 0                | 1                     | 0                     | 14    | 0     |
| S. C. Braga Portugal          | 1.ª           | 2017-18       | 30    | 4     | 6                | 0                | 12                    | 0                     | 48    | 4     |
| S. C. Braga Portugal          | 1.ª           | 2018-19       | 25    | 0     | 7                | 0                | 2                     | 0                     | 34    | 0     |
| S. C. Braga Portugal          | 1.ª           | 2019-20       | 30    | 1     | 7                | 0                | 12                    | 0                     | 49    | 1     |
| S. C. Braga Portugal          | 1.ª           | 2020-21       | 32    | 1     | 10               | 1                | 6                     | 1                     | 48    | 3     |
| S. C. Braga Portugal          | Total club    | Total club    | 117   | 6     | 30               | 1                | 32                    | 1                     | 179   | 8     |
| Sporting C. P. Portugal       | 1.ª           | 2021-22       | 27    | 0     | 9                | 0                | 8                     | 0                     | 44    | 0     |
| Sporting C. P. Portugal       | 1.ª           | 2022-23       | 25    | 1     | 4                | 0                | 9                     | 0                     | 38    | 1     |
| Sporting C. P. Portugal       | 1.ª           | 2023-24       | 28    | 0     | 10               | 0                | 9                     | 0                     | 47    | 0     |
| Sporting C. P. Portugal       | 1.ª           | 2024-25       | 2     | 0     | 2                | 0                | 1                     | 0                     | 5     | 0     |
| Sporting C. P. Portugal       | Total club    | Total club    | 104   | 1     | 41               | 0                | 33                    | 0                     | 178   | 1     |
| Total carrera                 | Total carrera | Total carrera | 323   | 42    | 71               | 1                | 65                    | 1                     | 459   | 44    |

## Palmarés

### Títulos nacionales
| Título                      | Club           | País     | Año  |
| --------------------------- | -------------- | -------- | ---- |
| Copa de la Liga de Portugal | S. C. Braga    | Portugal | 2020 |
| Copa de Portugal            | S. C. Braga    | Portugal | 2021 |
| Supercopa de Portugal       | Sporting C. P. | Portugal | 2021 |
| Copa de la Liga de Portugal | Sporting C. P. | Portugal | 2022 |
| Primeira Liga               | Sporting C. P. | Portugal | 2024 |
| Primeira Liga               | Sporting C. P. | Portugal | 2025 |
| Copa de Portugal            | Sporting C. P. | Portugal | 2025 |